# Мэй, Дэвид
Дэ́вид Мэй (англ. David May; родился 24 июня 1970 года в Олдеме) — английский футболист, выступавший на позиции защитника.

## Футбольная карьера
Дэвид родился в Олдеме, Большой Манчестер. Начал карьеру в клубе «Блэкберн Роверс», поступив сначала в его молодёжную академию. С 1988 года начал выступать за основной состав, сыграв за клуб более 100 матчей. В 1992 году «Блэкберн» вышел в Премьер-лигу, а в сезоне 1993/94 занял второе место, уступив чемпионский титул «Манчестер Юнайтед».
В июле 1994 года Мэй перешёл в «Манчестер Юнайтед» за £1,2 млн из-за разногласий с руководством «Блэкберна» по поводу нового контракта. Главный тренер «Манчестер Юнайтед» Алекс Фергюсон как раз искал защитника, причем желательно англичанина (из-за ограничений по количеству легионеров в европейских чемпионатах, действующего на тот момент). Из-за травмы правого крайнего защитника «Юнайтед» Пола Паркера Мэй стал выступать именно на этой позиции, лишь изредка выходя играть в центре обороны, так как там основной была связка Стива Брюса и Гари Паллистера. Мэй не очень уверенно выступал на несвойственной для себя позиции, и к концу сезона его вытеснил из состава молодой Гари Невилл. «Юнайтед» завершил сезон на втором месте, уступив чемпионский титул «Блэкберну».
К концу сезона 1995/96 Мэй адаптировался в команде, проведя за неё в общей сложности 18 матчей и забив свой первый гол за «Юнайтед» в ворота «Мидлсбро» в последнем туре. Эта победа со счётом 3:0 гарантировала чемпионский титул «красным дьяволам». Также Мэй вышел в стартовом составе клуба на финал Кубка Англии 1996 года против «Ливерпуля», заменив Стива Брюса, который не попал в состав на этот матч.
Вскоре после этого Брюс перешёл в «Бирмингем Сити», а Мэй стал основным центральным защитником «Юнайтед» в сезоне 1996/97. В этом сезоне он провёл за клуб более 40 матчей, а «Юнайтед» вновь выиграл Премьер-лигу. Также клуб добрался до полуфиналов Лиги чемпионов после памятной победы над «Порту» в четвертьфинале со счётом 4:0, в которой Мэй открыл счёт. Благодаря хорошей форме, Мэй получил вызов в сборную Англии на товарищеский матч со сборной Мексики, но так и не сыграл за сборную ни одного матча.
Из-за травм Мэй пропустил большую часть двух следующих сезонов. Также в клуб были куплены защитники Хеннинг Берг и Яп Стам, из молодёжного состава в основной стал привлекаться Уэс Браун, из-за чего Мэй редко получал шанс сыграть в основе. Однако, к концу сезона 1998/99 Мэй провёл несколько матчей за основной состав, так как Фергюсон занимался ротацией, необходимой при столь плотном графике игр для отдыха ведущих игроков. Мэй вышел в стартовом составе «Юнайтед» на финал Кубка Англии 1999 года, так как Стаму было решено дать отдых для подготовки к финалу Лиги чемпионов против «Баварии». После выигрыша «требла» в этом сезоне Мэй принимал самое активное участие в празднованиях, хотя провёл в этом сезоне не очень много матчей. Тогда среди болельщиков стала популярной кричалка: «David May, superstar! Got more medals than Shearer!»
В сезоне 1999/2000 Мэй отправился в аренду в клуб «Хаддерсфилд Таун», где помогал бывшему одноклубнику Стиву Брюсу, который был главным тренером клуба. Однако уже в первом матче за «терьеров» он получил травму, из-за чего вынужден был вернуться в «Юнайтед» для лечения. Мэй продолжал выступать за «Юнайтед» до 2003 года, часто выбывая из-за травм и выступая, по большей части, за резервную команду клуба. В своих последних четырёх сезонах в «Юнайтед» Мэй сыграл лишь 12 матчей во всех турнирах. Из-за малого количества матчей Мэй получил лишь две чемпионские медали Премьер-лиги, хотя был в составе в шести чемпионских компаниях клуба.
По завершении контракта в 2003 году Мэй был отпущен из клуба на правах свободного агента и перешёл в «Бернли» сроком на один сезон. В сезоне 2003/04 он был капитаном «Бернли», руководя всей линией обороны клуба. Но из-за возраста игрока и его недостатка скорости клуб решил не продлевать с ним контракт.
После ухода из «Бернли» Мэй играл на любительском уровне за клуб «Бейкап Боро».
Он также начал играть в гольф на полупрофессиональном уровне, будучи одним из редко встречающихся леворуких гольфистов. Позднее занялся бизнесом, возглавив компанию, занимающуюся импортом южноафриканских вин.
В 2007 году он занял 43 место в голосовании «50 Worst footballers (to grace the Premiership)», организованном газетой The Times.
Впоследствии работал комментатором на канале MUTV, клубном телеканале «Манчестер Юнайтед».